# 66 (číslo)
Šedesát šest je přirozené číslo, které následuje po číslu šedesát pět a předchází číslu šedesát sedm. Římská číslice je LXVI.

## Věda

### Matematika
- Abundantní číslo
- Nešťastné číslo
- trojúhelníkové číslo a současně šestiúhelníkové číslo.

### Chemie
- Protonové číslo dysprosia
- Neutronové číslo nejběžnějších izotopů kadmia a india

## Doprava
- Silnice I/66
- U.S. Route 66

## Kultura
- Číslo 66, opereta Jacquese Offenbacha

## Kosmonautika
STS-66 byla mise raketoplánu Atlantis. Celkem se jednalo o 66. misi raketoplánu do vesmíru a 13. pro Atlantis. Cílem letu mise bylo vynesení satelitů Atlas-3 a CRISTA-SPAS na oběžnou dráhu.

## Ostatní
- +66 je mezinárodní telefonní předvolba Thajska

## Roky
- 66
- 66 př. n. l.